# Dekretale
Eine Dekretale ist eine in Urkundenform (epistula decretalis oder litterae decretales) veröffentlichte Antwort des Papstes auf eine Rechtsanfrage oder eine Entscheidung im Rahmen der päpstlichen Jurisdiktionsgewalt, die in Kanones-Sammlungen aufgenommen und dadurch als allgemeine Norm rezipiert wurde. Päpstliche Dekretalen haben sich seit dem 4. Jahrhundert aus dem römischen Reskript entwickelt. Vor allem im Frühmittelalter wurden auch zahlreiche gefälschte Dekretalen ins Kirchenrecht aufgenommen; die bekannteste Gruppe von Fälschungen sind die pseudoisidorischen Dekretalen. Vom 12. bis zum 14. Jahrhundert sind Dekretalen die Hauptquelle für die Entwicklung des kanonischen Rechts, sie machen die Masse der Einzelnormen im Corpus Iuris Canonici aus. Seit dem Konzil von Trient geschieht die Rechtsfortbildung vor allem in Form von Apostolischen Konstitutionen.

## Rechtsfortbildung durch Dekretalen im Mittelalter

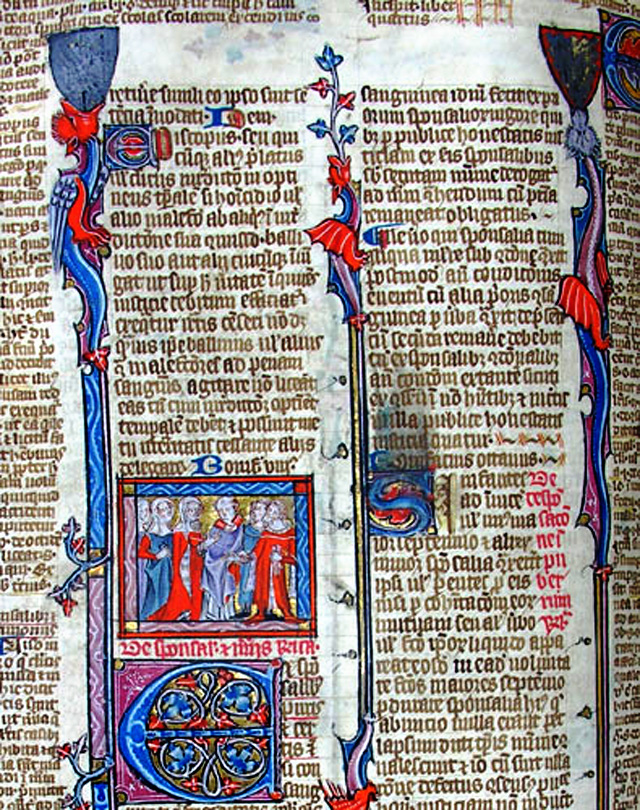
Blatt aus dem Kommentar des Jean Lemoine zum Liber Sextus (1335–50)

Im Mittelalter gab es kein einheitlich kodifiziertes kirchliches Rechtsbuch; Rechtsfortbildung geschah durch Entscheidungen von Konzilien oder einzelnen Bischöfen, was zu uneinheitlichen und sich teilweise widersprechenden Entscheidungen führte. In der Westkirche kamen den päpstlichen Dekretalen besondere Autorität zu. Seit der Spätantike wurden Sammlungen angelegt, die Konzilsbeschlüsse und Dekretalen umfassten. Die erste Sammlung, die beides verband, war die des Dionysus Exiguus. Manche Sammlungen erlangten weite Verbreitung, andere wurden nur sehr lokal rezipiert. Die wichtigste und erfolgreichste derartige Rechtssammlung war das um 1140 abgeschlossene Decretum Gratiani. Es wurde rasch von kirchlichen Gerichten, an der römischen Kurie und an den Universitäten als Grundlagentext anerkannt. Die Zahl neuer Dekretalen nahm in dieser Zeit rasch zu, sie wurden zur wichtigsten Form der Rechtsfortbildung und in zahlreichen neuen Sammlungen zusammengestellt. Zwischen 1191 und 1226 entstanden fünf Sammlungen, die als Quinque compilationes antiquae bezeichnet werden. Der Kanonist Tankred fertigte auf Veranlassung von Papst Lucius III. die 1226 veröffentlichte Compilatio quinta an. Ihre Ordnung in fünf Bücher lieferte das Beispiel für alle spätere Sammlungen.
Als weitere Sammlungen sind zu nennen die von den Zeitgenossen so genannten Decretales Gregorii IX, die Dekretalen des Papstes Gregor IX. von 1234, auch Liber Extra genannt, und der Liber Sextus des Papstes Bonifaz VIII. von 1298. Die beiden sehr umfangreichen Sammlungen beanspruchten exklusive Gültigkeit: ältere, nicht darin aufgenommene Dekretalen verloren ihre Rechtskraft. Der Liber Extra und der Liber Sextus wurden durch weitere Dekretalen abgerundet, namentlich die Clementinen von Clemens V. (1317) und die Extravagantes von Johannes XXII. (1325–1327). Das Decretum Gratiani, Liber extra, Liber sextus, Clementinen und die Extravaganten bildeten später das Corpus Iuris Canonici, das bis 1917 die Grundlage des kanonischen Rechts bildete.

## Einzelne bekannte Dekretalen
Bekannte Dekretalen im Mittelalter waren z. B. die Dekretale Venerabilem und die Dekretale Vergentis in senium (1199), die große Bedeutung für die Entwicklung der Inquisition im Mittelalter hatte. Päpstliche Dekretalen gibt es zu fast allen rechtlichen Bereichen. Die Erforschung der mittelalterlichen Dekretalen wird besonders unterstützt vom Stephan-Kuttner-Institute of Medieval Canon Law an der Universität München.

## Zitierweise
Traditionell werden Dekretalen oft nach ihren Anfangsworten (dem Incipit) zitiert.
In der modernen Forschung werden Dekretalen nach den Nummern, unter denen sie in verschiedenen Regestenwerken zu finden sind, zitiert. Für die Dekretalen bis zum Jahr 1198 ist dies meist die „Jaffé-Nummer“, d. h. die Nummer des entsprechenden Eintrags in der zweiten Auflage der Regesta pontificum. Der Nummer wird ein Kürzel vorangestellt, das sich auf die Neubearbeiter von Jaffés Regesten bezieht (JE = Ewald, JK = Kaltenbrunner, JL = Löwenfeld). Fälschungen enthalten zudem ein Kreuzzeichen als Teil der Jaffé-Nummer. Für Dekretalen der Jahre 1198 bis 1304 werden die Nummern des Regestenwerks von August Posthast verwendet. Weitere Regestenwerke erstellt vor allem das Göttinger Papsturkundenwerk.
Im Falle von Dekretalen, die in Dekretalensammlungen überliefert sind, wird oft auch die Fundstelle in der jeweiligen Sammlung angegeben, oft stark abgekürzt.
Soweit eine Edition oder wenigstens ein Druck vorliegt, wird dieser oft zusätzlich zitiert.
Beispiele:
- „JK 255 (ed. Zechiel-Eckes)“ = Das als erste Dekretale geltende Schreiben Siricius’ an Himerius von Tarragona aus dem Jahr 385, das Klaus Zechiel-Eckes ediert hat.[2] Es ist auch bekannt als Canones Romanorum ad Gallos episcopos.
- „JE †2579“ = Der angeblich von Gregor IV. im Jahr 833 (zweite Auflage wurde von Ewald bearbeitet, also „JE“) an Aldrich von Le Mans geschriebene Brief, laut Ewald eine Fälschung (deshalb „†“).
- „Dignum est (X 4.9.1)“ = Die Dekretale Hadrians IV. mit den Anfangsworten Dignum est, die im Liber extra (kurz „X“) in Buch 4, Titel 9 als erster Kanon zu finden ist.